# Juan Bermudo
Juan Bermudo (Écija, 1510 circa – 1560 circa) è stato un francescano, teorico della musica e compositore spagnolo del Rinascimento.

## Biografia
Le uniche informazioni relative alla vita di Juan Bermudo sono quelle desunte dai suoi stessi trattati. Infatti, nella Declaración de instrumentos musicales, Bermudo spiega i motivi che lo spinsero allo studio della musica: figlio di una famiglia benestante di Écija, all'età di 15 anni si unì ai Francescani Osservanti. Studiò matematica presso l'Università di Alcalá de Henares, probabilmente nel collegio francescano. Divenne infine 'guardiano' del suo convento, incarico che fu costretto a lasciare a causa di una malattia; per non rimanere ozioso durante la sua infermità («porque me faltavan las fuerças, y que no avia de estar ocioso: dime aver libros de musica»), si dedicò alla redazione delle sue opere.
Il 24 giugno 1560 fu eletto definidor, ossia membro dell'organo di governo della Provincia francescana di Andalusia.
Si crede che sia morto entro il 1560 circa, quando non comparvero più opere a suo nome.
Fu autore di tre trattati: El libro primero de la Declaración de instrumentos, del 1549, El arte tripharia, edito per la prima volta nel 1550 e El libro llamado Declaración de instrumentos musicales, del 1555, tutti pubblicati a Osuna.

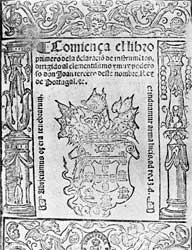
Frontespizio del primo libro della Declaración

Scrisse anche musica per vihuela, Mira nera de Tarpeya e alcune composizioni per organo, Conditor alme siderum, Ave maris stella e Vexilla regis.